# Marcello Pachner
Marcello Pachner (Pieve di Cadore, 14 luglio 1981) è un giocatore di curling italiano, di Cortina d'Ampezzo atleta del Curling Club Tofane.

## Carriera Agonistica

### Nazionale
Il suo esordio con la nazionale italiana misti di curling è stato il campionato europeo misto del 2010, disputato a Greenacres, in Scozia: in quell'occasione l'Italia si piazzò al ventunesimo posto. In quell'occasione la squadra nazionale era formata dalla squadra del Curling Club Tofane, campionessa in carica del campionato italiano misto. La squadra era composta oltre che da Marcello (che aveva il ruolo di lead nella squadra) dall'olimpionica Diana Gaspari come skip (caposquadra),  Malko Tondella come viceskip e Sonia Dibona come second. Roberto Fassina e Chiara Olivieri erano riserve. In totale Marcello partecipa a due campionati europei misti.
CAMPIONATI
Nazionale misti: 7 partite
- Europei misti
  - 2010 Greenacres ( Scozia) 21°
  - 2013 Edimburgo ( Scozia) 10°

### Campionato italiano
Marcello ha preso parte ai campionati italiani di curling con il Curling Club Tofane ed è stato 2 volte campione d'Italia:
- Italiani misti:
  - 2009 
  - 2010  con Diana Gaspari,  Malko Tondella, Sonia Dibona, Roberto Fassina e Chiara Olivieri
  - 2011 
  - 2013  con Federica Apollonio, Malko Tondella, Stefania Menardi e Guido Fassina

## Vita privata
Pachner lavora come assicuratore.